# Fallo Arriola
El Fallo Arriola (A. 891. XLIV) es una sentencia de la Corte Suprema de Justicia de la Nación Argentina del 25 de agosto de 2009, por el cual la corte declaró la inconstitucionalidad del artículo 14 (segundo párrafo) de la Ley N° 23.737. Dicho pronunciamiento de la Suprema Corte reconoce la inconstitucionalidad en el castigo, a una persona adulta por la tenencia de marihuana para consumo personal en el ámbito privado. Para 2012, se esperaba una reforma de la ley de estupefacientes.
Corresponde aclarar que los únicos fallos obligatorios para los Tribunales inferiores son los surgidos de los Plenarios de las Cámaras de Apelaciones de cada Fuero. El resto de las sentencias sólo son vinculantes para las partes en litigio. La doctrina de la Corte Suprema se considera prestigiosa pero no es obligatoria fuera del caso. Por eso algunos siguen intentando modificar la Ley de Estupefacienes, cuyo art. 5 fija penas de entre 4 y 15 años y multa para quien siembre estupefacientes ("Toda sustancia psicotrópica, con alto potencial de producir conducta abusiva y/o dependencia (psíquica/física, con perfil similar a morfina, cocaína, marihuana, etc), actuando por sí misma o a través de la conversión en una sustancia activa que ejerza dichos efectos", conf. Disp. ANMAT N.º 885 del año 2010). 

## Antecedentes
En 1986 el fallo Bazterrica despenalizó la tenencia de marihuana para consumo personal. En 1990 el fallo Montalvo volvió a penalizar la tenencia para el consumo.
En febrero de 2009, La Sala I de la Cámara en lo Criminal y Correccional Federal en el fallo ‘’Dora, Carlos y otra s/sobreseimiento’’ declaró la inconstitucionalidad del artículo 5 de la ley 23.737. Se determinó que cuatro macetas de cannabis sativa, con un peso de 75g, eran para consumo personal y por lo tanto, los imputados no encuadraban su conducta en una figura penal.
Incluso antes del fallo Arriola, la mayoría de los casos por tenencia de cantidades mínimas de estupefacientes se cerraban antes de empezar a ser investigados, lo que indica una baja aplicación de la ley 23.737.

## Fallo Arriola
El 19 de enero de 2006, la policía allanó una casa por la supuesta venta de droga y detuvo a los presentes que posteriormente fueron condenados a prisión. Ese mismo día, a unas cuadras de la casa allanada, la policía detuvo a un grupo de jóvenes que llevaban cada uno entre uno y tres cigarrillos de marihuana. Los jóvenes fueron condenados a cumplir distintas medidas educativas, pero apelaron.
La sentencia estableció que el consumo de estupefacientes en el ámbito privado sin ostentación a terceros está protegido por el artículo 19 de la Constitución Nacional. Se tuvo en cuenta que la cantidad de marihuana que poseían los jóvenes era mínima y que los jóvenes no presentaban síntomas de adicción.
También se establece un cambio del viejo paradigma en donde para atacar el narcotráfico, se atacaba al consumidor. Este paradigma implicaba un alto número de causas judiciales y un desperdicio de los esfuerzos del Estado en la lucha contra el narcotráfico.
El juez de la Corte Suprema, Eugenio Zaffaroni, consideró que imputar al consumidor se vuelve contraproducente a la hora de testificar contra el narco, ya que el consumidor no quiere testificar. Aseguró que “si cada consumidor tuviera una planta de marihuana en el balcón entonces no habría tráfico”.
El Presidente de la Corte Suprema, Ricardo Lorenzetti, afirmó que "no se trata sólo del respeto de las acciones realizadas en privado, sino del reconocimiento de un ámbito en el que cada individuo adulto es soberano para tomar decisiones libres sobre el estilo de vida que desea".
El máximo Tribunal consideró más que sólo la cantidad o el peso de la droga en posesión del acusado, ya que también se analizó si la cantidad en cuestión era para uso personal o comercial, estudiando cada caso en forma particular.

## Repercusiones
Si bien el caso Arriola fue sobre la marihuana, la sentencia no la nombra, ya que los conceptos aplicados para establecer la inconstitucionalidad de una parte de la ley de estupefacientes son válidos para cualquier estupefaciente. Esto fue criticado, alegando que aumentaría la reciente ola de inseguridad, presuntamente atribuida al consumo de paco.
Un fallo posterior interpretó que el consumo en lugares públicos afecta a terceros y por lo tanto está sujeto a cargos penales.
Tras el fallo Arriola, tres proyectos para modificar la ley 23.737 y despenalizar la tenencia para consumo personal de estupefacientes fueron presentados en la Cámara de Diputados, tanto por miembros del oficialismo como de la oposición.
El entonces ministro de Justicia, Seguridad y Derechos Humanos, Aníbal Fernández postuló la idea de adoptar una nueva política de estado: un Plan Quinquenal que asegure atención a adictos y consumidores en el sistema público de salud, sin ser criminalizados.
La intención de dicho proyecto sería modificar la ley 23.737 para despenalizar el consumo de marihuana. En un principio, dicha modificación no abarcaba la posesión de otras drogas ilegales. Posteriormente, se habló de despenalización para uso personal de cualquier tipo de drogas. Aunque el poder ejecutivo decidió no presentar una iniciativa propia, dio el visto bueno para que se aprobara la norma propuesta por Fernández.
El proyecto de ley también prevé que la tenencia simple sea excarcelable y que para el caso de la siembra o el autocultivo se exima de pena a quienes tienen poca cantidad. No obstante, si bien aclara que el consumidor ya no será considerado un delincuente, no define cantidades y la decisión de si es para consumo personal será tomada por un juez. El proyecto agrava la pena para los cabecillas narcos.
En marcos de un nuevo proyecto de ley, la Iglesia rechazó la despenalización de las drogas afirmando que esta iba a perjudicar a los sectores más humildes.
Desde 2009 a 2012 el consumo de marihuana aumentó un 17% mientras que el consumo de tabaco disminuyó un 7% desde el 2007 al 2012.

## Enláces externos
- Expediente A. 891. XLIV. Arriola Sebastian y Otros. (Causa n.º 9080)

- Datos: Q5855535